# هامفریز ۱۰۱۷۲
سیارک ۱۰۱۷۲ (به انگلیسی: 10172 Humphreys، نامگذاری:1995FW19) ده هزار و صد و هفتاد و دومین سیارک کشف شده‌است که در ۳۱ مارس ۱۹۹۵ کشف شد.
قدر مطلق سیارک برابر ۱۳٫۴۰ است.